# Dreams (álbum de The Whitest Boy Alive)
Dreams es el primer álbum de estudio de la banda noruega/alemana The Whitest Boy Alive. Fue lanzado a la venta el 4 de septiembre de 2006, perteneciente a la disquera sueca Service.

## Canciones
| N.º   | Título          | Duración |  |
| 1.    | «Burning»       | 03:11    |  |
| 2.    | «Above You»     | 03:15    |  |
| 3.    | «Inflation»     | 03:50    |  |
| 4.    | «Fireworks»     | 03:12    |  |
| 5.    | «Done With You» | 05:24    |  |
| 6.    | «Don't Give Up» | 05:55    |  |
| 7.    | «Figures»       | 03:57    |  |
| 8.    | «Borders»       | 05:30    |  |
| 9.    | «Golden Cage»   | 04:02    |  |
| 10.   | «All Ears»      | 03:20    |  |
| 41:34 |                 |          |  |